# Lac Parent
Der Lac Parent ist ein See in der Verwaltungsregion Abitibi-Témiscamingue der kanadischen Provinz Québec.

## Lage
Der See liegt 65 km nordöstlich der Stadt Val-d’Or. Etwa 5 km vom Südende des Sees entfernt liegt der Ort Senneterre. Die Route 113 verläuft am Westufer des Sees.
Der Lac Parent bildet eine Verbreiterung des Rivière Bell, der ihn von Süden nach Norden durchfließt. Von Südosten her mündet der Rivière Mégiscane in den See. Der See ist 53 km lang, ist bis zu 6 km breit und bedeckt eine Fläche von 122 km².
Der See bietet verschiedene Freizeitmöglichkeiten: Camping, Angeln, Bootfahren. Im See können folgende Fische gefangen werden: Hecht und Glasaugenbarsch.

## Etymologie
Seit 1921 hat der See seinen heutigen Namen. Der See wurde zu Ehren von Simon-Napoléon Parent (1855–1920), Premierminister von Québec, benannt.
Es gibt noch eine Reihe weiterer Seen mit demselben Namen in der Provinz Québec.